# Jaël-Sakura Bestué Ferrera
Jaël-Sakura Bestué Ferrera, més coneguda com a Jaël Bestué, (Barcelona, 24 de setembre de 2000) és una atleta catalana d'ascendència catalana/annobonesa, especialitzada en proves de velocitat. Competeix representant l'equip d'Espanya i ha participat en 2 Olimpíades, en 2 Campionats del Món i en 3 Campionats d'Europa. Posseeix diversos rècords d'Espanya en categories absoluta, sub-18 i sub-20.

## Trajectòria esportiva

### 2017 - 2020: Primers èxits internacionals
Bestué va començar a practicar l'atletisme a l'escola, com a activitat extraescolar, i es va centrar en la velocitat a partir dels tretze anys, de la mà del seu entrenador Ricardo Diéguez.
El seu primer èxit internacional va ser als 16 anys, quan va aconseguir la medalla de plata als 200 metres llisos del Campionat del Món d'atletisme sub-18 de 2017, després de batre a la final la millor marca juvenil d'Espanya amb un temps de 23.61 segons. Aquell any també va batre la millor marca sub-18 d'Espanya de la prova dels 100 metres llisos amb un temps d'11.70 segons, així com la dels 200 metros llisos en pista coberta amb un temps de 24.01 segons.
L'any 2018, encara amb 17 anys, va aconseguir les seves primeres medalles estatals en categoria absoluta, ambdues en els 200 metres llisos. Va ser subcampiona d'Espanya en pista coberta i campiona d'Espanya a l'aire lliure. En ambdues finals va batre els rècords sub-20 d'Espanya, amb un temps de 23.84 segon en pista coberta i 23.31 segons a l'aire lliure. La marca aconseguida a l'aire lliure li va permetre participar per primera vegada al Campionat d'Europa absolut, en l'edició de 2018, tot i que no va passar de la primera ronda en els 200 metres llisos.
Va iniciar el 2019 amb un nou èxit després de proclamar-se campiona d'Espanya en pista coberta, aquesta vegada en els 60 metres llisos. Prèviament havia tornat a batre els rècords estatals en pista coberta sub-20 de 60 metres (7.32 segons) i 200 metres (23.67 segons). A més, va ser seleccionada per participar en la prova de 60 metres llisos del Campionat d'Europa en pista coberta de 2019, on de nou no va aconseguir passar de la primera ronda. A l'aire lliure va aconseguir una nova medalla internacional, de bronze, en els 100 metres del Campionat d'Europa sub-20; a més, va batre el rècord d'Espanya sub-20 de la prova a les sèries, rècord vigent des de feia 35 anys. També va aconseguir un nou rècord d'Espanya sub-20 a la semifinal de relleus 4 x 100 metres (juntament amb Elena Daniel, Maria Vicente i Aitana Rodrigo), però un error en el lliurament del testimoni va fer que fossin desqualificades a la final. En categoria absoluta, va formar part de l'equip espanyol al Campionat Europeu per Nacions on, tot i arribar amb només la novena millor marca de les dotze participants en els 100 metres, va aconseguir acabar quarta.
El 2020 va frenar la seva progressió amb l'aturada mundial a causa de la pandèmia del Covid-19 i va obligar a confinar-se i entrenar-se a la seva casa de Sant Cugat del Vallès.

### 2021 - 2023: Primers Jocs Olímpics i Campionat del Món
El juny de 2021 va aconseguir la seva marca personal dels 200m, amb un temps de 23.23 segons, en la final del Campionat d'Espanya, disputat a Getafe. Aquell any, tot i no obtenir la mínima demanada, va aconseguir per rànquing, classificar-se per primera vegada pels Jocs Olímpics de Tòquio, ajornats un any. Durant el mes de juliol, va disputar el Campionat d'Europa sub-23 celebrat a Tallinn, guanyant la medalla de plata amb l'equip espanyol dels 4x100m relleus i quedant en 4a posició en la prova dels 100m. El 2 d'agost corria per primera vegada en unes Olimpíades, tot i que va caure eliminada en la 1a ronda de la prova dels 200m, quedant 4a de la seva sèrie amb un temps de 23.19 (aconseguint una nova marca personal).
El juny de 2022, aconseguia baixar la seva marca personal en la prova dels 200m i feia un nou rècord d'Espanya sub-23, amb un temps de 23.01 segons. Pocs dies després aconseguia una nova marca personal i rècord d'Espanya sub-23 en els 100m llisos. Va fer una marca d'11.19 segons en el Campionat d'Espanya celebrat a Nerja. El mes de juliol disputava el seu primer Campionat del Món a Eugene, amb l'equip espanyol del 4x100m relleus. Aconseguien la 5a posició en la final, amb un rècord nacional de 42.58 segons. Un mes més tard participava al Campionat d'Europa de Múnic, on arribava a les semifinals en la prova dels 100m i aconseguia la 4a plaça en el 4x100m.
El 2023 va començar amb la participació als Campionats d'Europa en pista coberta disputats a Istanbul, on va obtenir la 8a posició i va ser la 1a catalana (i representant espanyola) en arribar a una final en la prova dels 60m. El 14 de juny, al Meeting Internacional de Castelló, va aconseguir en poc més d'una hora, superar les seves marques personals en 11.14 segons en 100m i 22.54 en el 200m. El 23 de juliol, tornava a batre la seva marca personal en la prova dels 100m amb un temps d'11.10 segons i establint un nou rècord de Catalunya en la disciplina. Un mes més tard, disputava el Campionat del Món de Budapest, participant per primera vegada en 3 proves. En la prova dels 100m, quedava eliminada en les semifinals, així com també a la prova dels 200m i no aconseguia passar a la final en la prova del 4x100m. A finals d'any, anunciava que havia signat un contracte de patrocini, amb la marca alemanya Adidas, pel 2024.

### 2024: Jocs Olímpics de París
El 2024 començava a Glasgow, participant per primera vegada en el Campionat del Món de pista coberta i arribant a les semifinals en la prova dels 60m. Al mes de juny disputava el Campionat d'Europa a Roma, arribant a la final de la prova dels 200m i acabant en 7a posició amb un temps de 22.93 segons. En els Jocs Olímpics de París, va tenir un paper discret, ja que no va aconseguir classificar-se per les semifinals de la prova dels 200m i va quedar eliminada amb l'equip espanyol a 1a ronda de la prova dels 4x100m.

## Vida personal
Bestué està estudiant la carrera de Medicina al Campus Clínic de la Facultat de Medicina i Ciències de la Salut de la Universitat de Barcelona. A més ha estudiat 8 anys al Conservatori de Música, tocant el saxòfon i el piano i també fent classes de cant.

## Competicions internacionals
| Representant Espanya | Representant Espanya                | Representant Espanya | Representant Espanya           | Representant Espanya | Representant Espanya |
| Any                  | Campionat                           | Lloc                 | Posició                        | Modalitat            | Temps                |
| -------------------- | ----------------------------------- | -------------------- | ------------------------------ | -------------------- | -------------------- |
| 2016                 | Campionat d'Europa juvenil          | Tbilisi              | 4a                             | 200 m.               | 24.13                |
| 2017                 | Campionat del Món sub-18            | Nairobi              | 2                              | 200 m.               | 23.61                |
| 2017                 | Campionat d'Europa sub-20           | Grosseto             | 7a                             | 4 × 100 m.           | 45.33                |
| 2018                 | Campionat del Món sub-20            | Tampere              | 11a (semifinal)                | 200 m.               | 23.70                |
| 2018                 | Campionat d'Europa                  | Berlín               | 19a (sèries)                   | 200 m.               | 23.92                |
| 2019                 | Campionat d'Europa en pista coberta | Glasgow              | 26a (sèries)                   | 60 m.                | 7.41                 |
| 2019                 | Campionat d'Europa sub-20           | Borås                | 3                              | 100 m.               | 11.59                |
| 2019                 | Campionat d'Europa sub-20           | Borås                | DSQ (final)                    | Relleu 4 × 100 m.    | -                    |
| 2019                 | Campionat d'Europa per Nacions      | Bydgoszcz            | 4a                             | 100 m.               | 11.61                |
| 2019                 | Campionat d'Europa per Nacions      | Bydgoszcz            | 5a                             | 4 × 100 m.           | 43.94 SB             |
| 2021                 | Campionat d'Europa sub-23           | Tallinn              | 4a posició                     | 100 m                | 11.52                |
| 2021                 | Campionat d'Europa sub-23           | Tallinn              | 2                              | 4 x 100 m            | 43.74                |
| 2021                 | Jocs Olímpics                       | Tòquio               | 26a posició (1a ronda)         | 200 m                | 23.19 PB             |
| 2022                 | Campionat del Món                   | Eugene               | 5a posició                     | 4 x 100 m            | 42.58 NR             |
| 2022                 | Campionat d'Europa                  | Múnic                | 12a posició (semifinals)       | 100 m                | 11.40                |
| 2022                 | Campionat d'Europa                  | Múnic                | 4a posició                     | 4 x 100 m            | 43.03                |
| 2023                 | Campionat d'Europa en pista coberta | Istanbul             | 8a posició                     | 60 m                 | 7.28                 |
| 2023                 | Campionat del Món                   | Budapest             | 21a posició (semifinals)       | 100 m                | 11.25                |
| 2023                 | Campionat del Món                   | Budapest             | 13a posició (semifinals)       | 200 m                | 22.60                |
| 2023                 | Campionat del Món                   | Budapest             | 11a posició                    | 4 x 100 m            | 42.96                |
| 2024                 | Campionat del Món en pista coberta  | Glasgow              | 19a posició (semifinals)       | 60 m                 | 7.24                 |
| 2024                 | Campionat d'Europa                  | Roma                 | 7a posició                     | 200 m                | 22.93                |
| 2024                 | Campionat d'Europa                  | Roma                 | 5a posició                     | 4 x 100 m            | 42.84                |
| 2024                 | Jocs Olímpics                       | París                | 29a posició (Ronda de repesca) | 200 m                | 23.17                |
| 2024                 | Jocs Olímpics                       | París                | 10a posició (1a ronda)         | 4 x 100 m            | 42.77                |

## Marques personals
A dia 24 de setembre de 2024, Bestué posseïa set rècords i millors marques estatals en diferents categories per a distàncies oficials i per a cada grup d'edat.

### Categoria absoluta
| Disciplina        | Temps | Vent | Data                 | Lloc                 | Rècord |
| ----------------- | ----- | ---- | -------------------- | -------------------- | ------ |
| 60 metres llisos  | 7.18  |      | 17 de febrer de 2024 | Ourense              |        |
| 100 metres llisos | 11.10 |      | 22 de juliol de 2023 | Madrid               |        |
| 200 metres llisos | 22.54 |      | 14 de juny de 2023   | Castelló de la Plana |        |
| 4x100m relleus    | 42.58 |      | 23 de juliol de 2022 | Eugene               | NR     |

### Categoria sub-20
| Disciplina                    | Temps | Vent  | Data                 | Lloc   | Rècord    |
| ----------------------------- | ----- | ----- | -------------------- | ------ | --------- |
| 100 m. a l'exterior           | 11.43 | + 1.4 | 18 de juliol de 2019 | Borås  | NR sub-20 |
| 200 m. a l'exterior           | 23.31 | + 1.0 | 22 de juliol de 2018 | Getafe | NR sub-20 |
| 4×100 m. relleus a l'exterior | 44.66 | -     |                      |        | NR sub-20 |
| 60 m. a l'interior            | 7.32  |       | 8 de febrer de 2019  | Madrid | NR sub-20 |
| 200 m. a l'interior           | 23.67 |       |                      |        | NR sub-20 |

### Categoria sub-18
| Disciplina          | Temps | Vent | Data | Lloc | Rècord    |
| ------------------- | ----- | ---- | ---- | ---- | --------- |
| 200 m. a l'exterior | 23.61 | -    |      |      | NR sub-18 |
| 200 m. a l'interior | 24.01 |      |      |      | NR sub-18 |